# Aesalus asiaticus
Aesalus asiaticus es una especie de coleóptero de la familia Lucanidae.
Presenta dos subespecies:
- Aesalus asiaticus asiaticus
- Aesalus asiaticus sawaii

## Distribución geográfica
Habita en Japón.